# Head Games
| Recensione | Giudizio |
| ---------- | -------- |
| AllMusic   |          |

Head Games è il terzo album in studio del gruppo anglo-statunitense Foreigner, pubblicato nel settembre del 1979 dalla Atlantic Records.
Si tratta del primo disco registrato dal gruppo con il bassista Rick Wills, che prende il posto di Ed Gagliardi.
L'album è stato prodotto da Roy Thomas Baker, meglio noto per la sua collaborazione con i Queen.

## Tracce
Lato A
1. Dirty White Boy – 3:37 (Lou Gramm, Mick Jones)
2. Love on the Telephone – 3:18 (Lou Gramm, Mick Jones)
3. Women – 3:25 (Mick Jones)
4. I'll Get Even with You – 3:40 (Mick Jones)
5. Seventeen – 4:33 (Lou Gramm, Mick Jones)

Durata totale: 18:33
Lato B
1. Head Games – 3:37 (Lou Gramm, Mick Jones)
2. The Modern Day – 3:26 (Mick Jones)
3. Blinded by Science – 4:54 (Mick Jones)
4. Do What You Like – 3:58 (Lou Gramm, Ian McDonald)
5. Rev on the Red Line – 3:35 (Lou Gramm, Al Greenwood)

Durata totale: 19:30
Edizione CD del 2002, pubblicato dalla Rhino Records (R2 78198)
1. Dirty White Boy – 3:39 (Lou Gramm, Mick Jones)
2. Love on the Telephone – 3:18 (Lou Gramm, Mick Jones)
3. Women – 3:25 (Mick Jones)
4. I'll Get Even with You – 3:40 (Mick Jones)
5. Seventeen – 4:35 (Lou Gramm, Mick Jones)
6. Head Games – 3:38 (Lou Gramm, Mick Jones)
7. The Modern Day – 3:26 (Mick Jones)
8. Blinded by Science – 4:56 (Mick Jones)
9. Do What You Like – 3:59 (Ian McDonald, Lou Gramm)
10. Rev on the Red Line – 3:42 (Al Greenwood, Lou Gramm)
11. Zalia – 2:34 (Lou Gramm, Ian McDonald) – Bonus Track – Previously Unreleased

Durata totale: 40:52

## Formazione
- Lou Gramm – voce solista
- Mick Jones – chitarra solista, pianoforte, cori
- Ian McDonald – chitarra, tastiere, cori
- Rick Wills – basso, cori
- Al Greenwood – tastiere, sintetizzatori
- Dennis Elliott – batteria